# La Rioja (argentinská provincie)
La Rioja je provincie na západě Argentiny. Hlavní město provincie se též jmenuje La Rioja. Jméno pochází ze stejnojmenné španělské provincie La Rioja. Na severu hraničí La Rioja s provincií Catamarca, na východě s provincií Córdoba, na jihu s provincií San Luis a na západě s provincií San Juan. Mimoto má provincie na západě hranici s Chile.

## Departementy
Seznam departementů provincie La Rioja a jejich hlavních měst:
1. Arauco (Aimogasta)
2. Capital (La Rioja)
3. Castro Barros (Aminga)
4. Chamical (Chamical)
5. Chilecito (Chilecito)
6. Coronel Felipe Varela (Villa Unión)
7. Famatina (Famatina)
8. General Ángel V. Peñaloza (Tama)
9. General Belgrano (Olta)
10. General Juan Facundo Quiroga (Malanzán)
11. General Lamadrid (Villa Castelli)
12. General Ocampo (Villa Santa Rita de Catuna)
13. General San Martín (Ulapes)
14. Independencia (Patquía)
15. Rosario Vera Peñaloza (Chepes)
16. San Blas de los Sauces (San Blas)
17. Sanagasta (Villa Sanagasta)
18. Vinchina (Villa San José de Vinchina)

## Paleontologie
Tato provincie je významná paleontologickými objevy dinosauřích zkamenělin, zerjména pak v sedimentech provincie Los Colorados svrchnotriasového stáří. Byly zde objeveny rody jako Riojasaurus, Lessemsaurus, Coloradisaurus nebo Zupaysaurus.